# Kariganapalya, Chik Ballapur
Kariganapalya là một làng thuộc tehsil Chik Ballapur, huyện Kolar, bang Karnataka, Ấn Độ.